# デズモンド・バグリィ
デズモンド・バグリィ（Desmond Bagley、1923年10月23日 - 1983年4月12日）は、イギリスの小説家。イングランド北西部の都市ケンダル生まれ。
質の高い本格冒険小説を発表し、その全てが日本で翻訳・出版されている。いくつかの作品は英国にてドラマ・映画化されている。1982年に来日したが、1983年4月14日（日本時間）にイギリス、サウザンプトンの病院にて死去。

新宿二丁目にあった内藤陳のバー「深夜+1」（店頭には「日本冒険小説協会」を掲げていた）に82年来日時に立ち寄り、自身がキープしたボトルに書き込みを行い、他のキープされたボトルに自身の小説の作品名や主人公の名前の書きこみを見つけ大変に喜んでいた。

## 作品
- The Golden Keel（1963年）『ゴールデン・キール』宮祐二訳 ハヤカワ文庫NV 1976年
『ミステリマガジン』「あなたが選ぶ冒険・スパイ小説ジャンル別ベスト」海洋冒険小説部門（1992年）4位
- High Citadel（1965年）『高い砦』矢野徹訳 ハヤカワ・ノヴェルズ 1974年 / ハヤカワ文庫NV 1980年
『ミステリマガジン』「あなたが選ぶ冒険・スパイ小説ジャンル別ベスト」冒険小説部門（1992年）4位
文藝春秋編『東西ミステリーベスト100』（文春文庫）海外編（1986年）21位
- Wyatt's Hurricane（1966年）『ハリケーン』矢野徹訳 ハヤカワ・ノヴェルズ 1978年 / ハヤカワ文庫NV 1985年
- Landslide（1967年）『原生林の追撃』矢野徹訳 ハヤカワ・ノヴェルズ 1976年 / ハヤカワ文庫NV 1984年
『ランドスライド』（Landslide, 1992年 英） 監督：ジャン=クロード・ロード 出演：アンソニー・エドワーズ
- The Vivero Letter（1968年）『黄金の手紙』矢野徹訳 ハヤカワ・ノヴェルズ 1975年 / ハヤカワ文庫NV 1984年
- The Spoilers（1969年）『砂漠の略奪者』矢野徹訳 ハヤカワ・ノヴェルズ 1975年 / ハヤカワ文庫NV 1984年
- Running Blind（1970年）『裏切りの氷河』矢野徹訳 ハヤカワ・ノヴェルズ 1972年 / ハヤカワ文庫NV 1979年
『裏切りの氷河』（Running Blind, 1978年 英） 監督：ウィリアム・ブレイン 出演：スチュアート・ウィルソン
- The Freedom Trap（1971年）『マッキントッシュの男』矢野徹訳 ハヤカワ・ノヴェルズ 1973年 / ハヤカワ文庫NV 1979年
『マッキントッシュの男』（The Mackintosh Man, 1973年 米） 監督：ジョン・ヒューストン 出演：ポール・ニューマン、ジェームズ・メイソン、ドミニク・サンダ
- The Tightrope Men（1973年）『タイトロープ・マン』矢野徹訳 ハヤカワ・ノヴェルズ 1977年 / ハヤカワ文庫NV 1985年
- The Snow Tiger（1975年）『スノー・タイガー』矢野徹訳 ハヤカワ・ノヴェルズ 1981年 / ハヤカワ文庫NV 1987年
- The Enemy（1978年）『敵』矢野徹訳 ハヤカワ・ノヴェルズ 1981年 / ハヤカワ文庫NV 1986年
『EQ』「100号記念ベストミステリー120選」 (1995年）
- Flyaway（1979年）『サハラの翼』矢野徹訳 ハヤカワ・ノヴェルズ 1982年 / ハヤカワ文庫NV 1989年
- Bahama Crisis（1981年）『バハマ・クライシス』井坂清訳 ハヤカワ・ノヴェルズ 1984年 / ハヤカワ文庫NV 1990年
- Windfall（1982年）『ヘンドリックスの遺産』井坂清訳 ハヤカワ・ノヴェルズ 1985年 / ハヤカワ文庫NV 1991年
- Night of Error（1984年）『南海の迷路』 井坂清訳 ハヤカワ文庫NV 1986年
『ミステリマガジン』「あなたが選ぶ冒険・スパイ小説ジャンル別ベスト」海洋冒険小説部門 (1992年） 14位
- Juggernaut（1985年）『爆走大陸』 田村義進訳 ハヤカワ文庫NV 1986年
- Domino Island（2019年）